# نیروگاه برق آبی الای خور
نیروگاه برق آبی آلای خور (به انگلیسی: Allai Khwar Hydropower Plant) یک سد در پاکستان است که در Allai Tehsil واقع شده‌است.